# Маоизъм
Маоизмът е течение в комунистическата идеология, възникнало в рамките на марксизма-ленинизма и свързано с Мао Дзъдун. То представлява учение, което интерпретира марксизма с оглед на приложението му в Китай. Израза маоизъм самият Мао никога не е използвал, тъй като той е смятал себе си за верен последовател на Маркс и Ленин.
Основните различия на маоизма възникват след смъртта на Сталин. Мао осъжда десталинизацията, и я нарича ревизионизъм.
Мао е съгласен с идеята на Сталин за увеличаването на класовата борба след събарянето на капитализма. Мао доразвива тази идея и стига до извода, според който в преходния период между събарянето на капитализма и окончателното въвеждане на комунистическото общество именно комунистическата партия и нейните кадри, функционери започват да играят ролята на буржоазия, която има интерес от възстановяване на капиталистическото общество. Целта на културната революция е именно това: сваляне от власт на комунистическата номенклатура, превърнала се в нова буржоазия.
Друга отличителна страна на маоизма е наблягането на селячеството вместо на работническата класа. Според Мао главния път към комунистическа революция в капиталистическите страни не е борбата на работниците и на профсъюзите, а селските въстания.
След смъртта на Мао, в Китай побеждават реформистките комунистически учения, макар че официално Мао продължава да бъде смятан за вдъхновител на системата.
След смъртта на Мао, традиционният маоизъм продължава да се практикува в Албания, в Монголия и в Северна Корея, до падането на комунистическия режим в началото на 90-те години на 20 век.
Маоизмът намира почва и в България по времето на управлението на Тодор Живков. Вътрешнопартийната лява опозиция (като например групата на Горуня) критикува режима на Живков именно от гледна точка на маоизма.
Преди 50 години в Китай започва Културната революция. Мао Цзедун укрепва властта си, като обявява перманетна революция. Започват невъобразими обществени, икономически и политически промени. 
По същото време на Запад започват студентските бунтове и много млади хора възприемат случващото се в Китай по различен начин. За тях маоизмът е вълнуващо интелектуално привличане. Тези млади хора пеят същински оди за новите босоноги лекари в китайските села. Те приветстват изпращането на китайските интелектуалци като черноработници на село или в промишлеността. 
Тогавашните млади леви в Германия и във Франция, в Италия и в САЩ се прехласват по маоизма.  Щом става в Китай, значи може да стане и в Париж през 1968, вярват те. В студентските бунтове разцъфва идеята за социализма и за безкласовото общество. Този бунт е анархистичен, интернационалистичен, а често пъти – и съвсем китайски. Но не е само това.
Студентското движение започва да се нароявя. Появяват се: следовници на Москва, троцкисти от IV-ия Интернационал, правоверни комунисти, които смятат, че идеалите им са осъществени в Албания на Енвер Ходжа и в Северна Корея на Ким Ир Сен, последователи на еврокомунизма и Енрико Берлингуер. И всички те търсят идеологическа опора във философите: във „Франкфуртската школа” на Теодор Адорно и Макс Хоркхаймер, в американски марксисти като Херберт Маркузе или пък в Жан-Пол Сартр - философът на свободата.
Китайската културна революция дълго време служи като образец на бунтуващите се студенти на Запад. Те се борят срещу едрият капитал и капитализма  и погледите им са насочени към Китай и към Мао Цзедун. Тъкмо той, според тях, е архитектът на един нов, по-справедлив и по-добър свят. Китайският социализъм, Мао и Културната революция влизаха под кожата. А следващта революция в Китай, проведе наследникът на Мао Дън Сяопин. От нея се развълнува единствено Хелмут Шмит.